# Kleber Mendonça Filho
Kleber de Mendonça Vasconcellos Filho (Recife, 22 de novembro de 1968) é um diretor, produtor, roteirista, crítico de cinema e programador de cinema brasileiro. Com uma carreira marcada por aclamação crítica nacional e internacional, seus filmes frequentemente exploram as tensões sociais, urbanas e históricas do Brasil, com foco particular em sua cidade natal, Recife.
Os seus filmes O Som ao Redor, Aquarius e Retratos Fantasmas foram incluídos na respeitada lista dos melhores do ano do jornal norte-americano The New York Times. Seu terceiro longa-metragem de ficção, Bacurau, codirigido por Juliano Dornelles, conquistou o Prêmio do Júri no Festival de Cannes de 2019. Em 2025, Mendonça Filho venceu o Prêmio de Melhor Diretor no Festival de Cannes de 2025 por seu filme O Agente Secreto, película pela qual o ator Wagner Moura também foi laureado com o prêmio de Melhor Ator.
O realizador foi citado pelo jornal britânico Financial Times, em publicação de 2013, como um dos "25 brasileiros que merecem atenção de todo o mundo". Mendonça Filho é reconhecido por seu estilo autoral, que mescla observação social aguda com elementos de gênero, e por sua contribuição para a projeção internacional do cinema brasileiro contemporâneo.

## Biografia
Kleber de Mendonça Vasconcellos Filho nasceu no Recife, Pernambuco, em 22 de novembro de 1968.[carece de fontes?] Morou na Inglaterra entre os treze e os dezoito anos, período em que sua mãe realizava seu doutorado.[carece de fontes?] De volta à capital pernambucana, formou-se em jornalismo pela Universidade Federal de Pernambuco (UFPE).[carece de fontes?]
Antes de se dedicar integralmente à realização cinematográfica, Mendonça Filho construiu uma sólida carreira como crítico de cinema e programador. Atuou como responsável pelo setor de cinema da Fundação Joaquim Nabuco (Fundaj) no Recife. Escreveu para o Jornal do Commercio, para seu influente site CinemaScópio, e para as revistas Continente e Cinética, além do jornal Folha de S.Paulo. Seus textos críticos são conhecidos pela análise aprofundada da linguagem cinematográfica e do contexto cultural das obras.
É casado com a cientista política e produtora cinematográfica francesa Emilie Lesclaux, com quem tem os filhos gêmeos Tomás e Martin. Lesclaux é uma colaboradora fundamental em seus projetos, atuando como produtora em diversos de seus filmes, incluindo O Som ao Redor, Aquarius, Bacurau, Retratos Fantasmas e O Agente Secreto. Juntos, fundaram em 2008 o Janela Internacional de Cinema do Recife, festival que se tornou um importante espaço de difusão e debate cinematográfico, do qual são diretores artísticos. Kleber Mendonça Filho também atua como programador de cinema para o Instituto Moreira Salles (IMS) no Rio de Janeiro e em São Paulo.
Em maio de 2021, Mendonça Filho anunciou sua filiação ao Partido dos Trabalhadores (PT), um ato que reflete seu engajamento político, frequentemente expresso em seus filmes e declarações públicas.

## Carreira Cinematográfica
A transição de Kleber Mendonça Filho para a direção ocorreu nos anos 1990, inicialmente com experimentações em vídeo, abrangendo ficção, documentário e videoclipes. Nos anos 2000, passou a trabalhar com digital e película 35mm, realizando uma série de curtas-metragens que ganharam notoriedade e prêmios em festivais nacionais e internacionais, como Nova York, Copenhague e a Quinzena dos Realizadores em Cannes. Seus curtas frequentemente antecipam temas e abordagens estilísticas que seriam desenvolvidas em seus longas, como as dinâmicas urbanas, as relações de classe e a memória.
Festivais em Roterdã, Toulouse e Santa Maria da Feira já apresentaram retrospectivas de seus filmes, reconhecendo a consistência e originalidade de sua obra desde os primeiros trabalhos.

### Curtas-metragens Notáveis
Entre seus curtas mais celebrados estão:
- Vinil Verde (2004): Um suspense psicológico filmado a partir de fotografias em 35mm, que explora a desobediência e suas consequências macabras. O filme foi premiado pela direção e edição no Festival de Gramado e exibido na Quinzena dos Realizadores em Cannes.[24]
- Eletrodoméstica (2005): Retrata a vida de uma família de classe média em meio a um ambiente saturado por eletrodomésticos ruidosos, abordando o isolamento e as tensões da vida suburbana. Recebeu prêmios do público e da crítica no Cine PE.[25]
- Noite de Sexta, Manhã de Sábado (2006): Uma narrativa sobre encontros e desencontros urbanos, premiada pela direção no Cine PE e pela atuação no Festival de Brasília.[26]
- Recife Frio (2009): Um mockumentary que imagina uma drástica mudança climática em Recife, servindo como uma alegoria para as transformações sociais e urbanas da cidade. O curta foi um grande sucesso, vencendo prêmios de melhor roteiro no Festival de Brasília e no Cine PE, além de Melhor Ficção no Festival Internacional de Curtas do Rio de Janeiro e o Grande Prêmio Canal Brasil de Curtas-Metragens.[27][28] No Festival de Brasília de 2009, "Recife Frio" também foi o grande vencedor do prêmio Melhor Momento do Festival, outorgado pelo jornal Correio Braziliense.[29] O curta tornou-se uma referência cultural em Recife.

### Longas-metragens

#### Crítico(2008)
Seu primeiro longa-metragem é o documentário Crítico, realizado ao longo de oito anos (1998-2007). O filme apresenta depoimentos de cerca de 70 críticos e cineastas brasileiros e internacionais, refletindo sobre o ato de fazer, assistir e criticar cinema. Exibido em festivais como Mostra de Tiradentes e Festival de Gramado, Crítico aprofunda a relação de Mendonça Filho com a reflexão cinematográfica, que marca toda a sua trajetória.

#### O Som ao Redor(2012)
O Som ao Redor, seu primeiro longa-metragem de ficção, foi o filme brasileiro mais aclamado de 2012. A trama se desenrola em uma rua de classe média em Recife, cujos moradores contratam uma empresa de segurança privada. O filme explora as tensões sociais, a violência latente e as relações de poder no Brasil contemporâneo.
O crítico A. O. Scott, do The New York Times, o apontou como um dos 10 melhores filmes do mundo realizados em 2012. Caetano Veloso, em sua coluna no jornal O Globo, classificou-o como “um dos melhores filmes feitos recentemente no mundo”. Lucas Salgado, do website AdoroCinema, deu ao filme nota máxima, destacando que "o filme fala de forma sutil e utiliza o som de forma pouco vista no cinema mundial (...) não é um filme que precisa gritar para ser ouvido".
O Som ao Redor conquistou dezenas de prêmios, incluindo Melhor Filme no Festival do Rio e no Festival de Copenhague, Prêmio FIPRESCI no Festival Internacional de Cinema de Roterdão, e diversos prêmios no Festival de Gramado (Crítica, Público, Diretor, Som). Foi o representante brasileiro na disputa por uma vaga no Oscar de Melhor Filme Estrangeiro em 2014.

#### Aquarius(2016)
Seu segundo longa de ficção, Aquarius, estrelado por Sônia Braga, competiu pela Palma de Ouro no Festival de Cannes de 2016. O filme narra a história de Clara, uma jornalista e crítica de música aposentada que resiste às pressões de uma construtora para deixar seu apartamento no edifício Aquarius, último remanescente de arquitetura antiga na orla de Boa Viagem, Recife. A obra aborda temas como especulação imobiliária, memória, envelhecimento e resistência.
Durante a estreia em Cannes, a equipe do filme realizou um protesto no tapete vermelho contra o processo de impeachment de Dilma Rousseff, o que gerou grande repercussão e controvérsia no Brasil.
Aquarius foi aclamado internacionalmente, recebendo o Sydney Film Prize no Festival de Cinema de Sydney e inúmeros prêmios para Sônia Braga, incluindo Melhor Atriz nos festivais de Lima e Mar del Plata, e nos Prêmios Platino. Foi indicado a Melhor Filme Estrangeiro no Prêmio César (França) e no Independent Spirit Awards (EUA). A revista francesa Cahiers du Cinéma o elegeu um dos 10 melhores filmes de 2016.

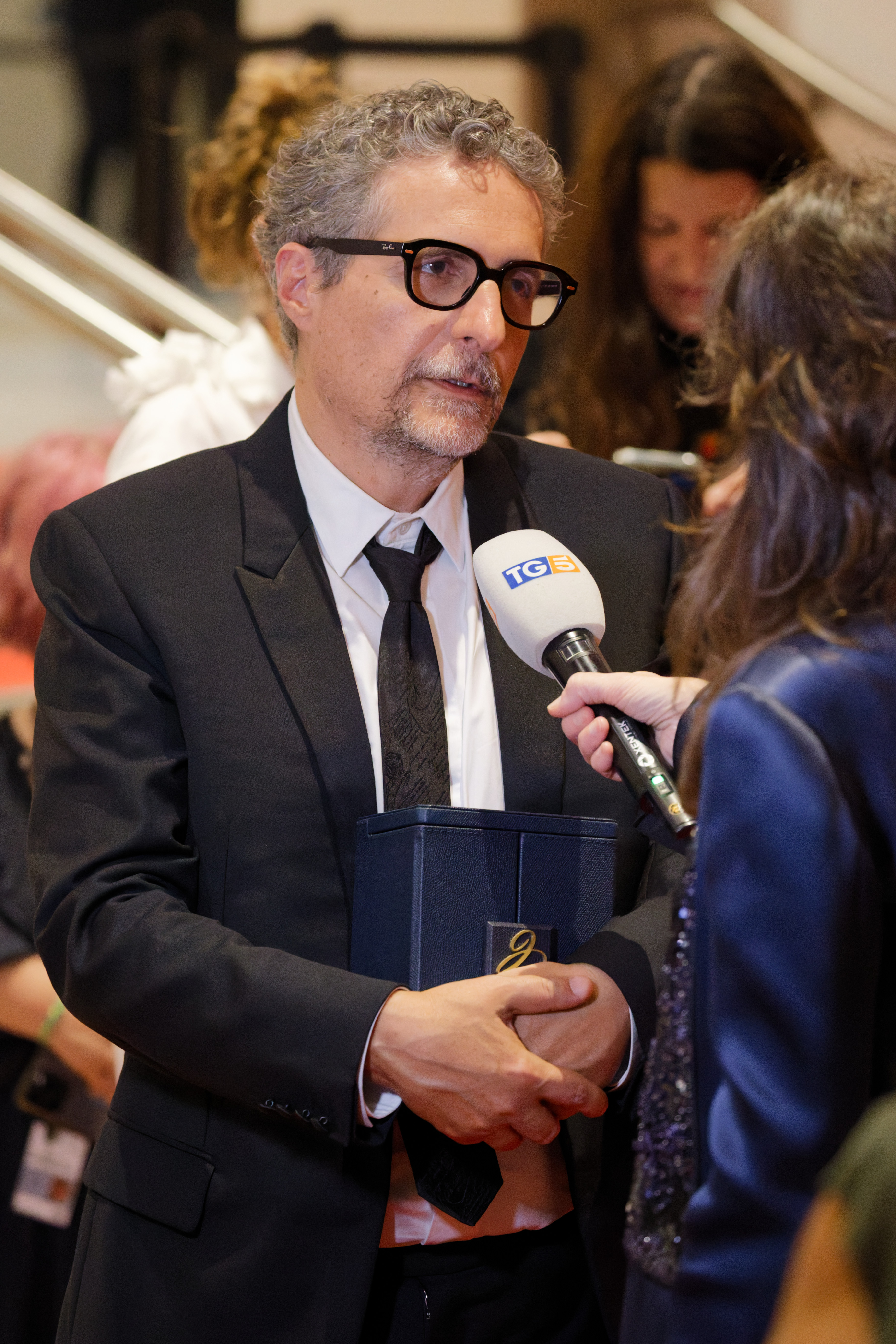
Kleber Mendonça Filho no Festival de Cannes de 2025.

#### Bacurau(2019)
Codirigido com Juliano Dornelles, que também foi diretor de arte em filmes anteriores de Mendonça, Bacurau é uma distopia faroeste distópico ambientada em um pequeno e isolado vilarejo no sertão brasileiro. Após a morte de sua matriarca, Bacurau some do mapa e passa a ser atacado por misteriosos estrangeiros. O filme é uma alegoria sobre resistência, colonialismo e violência.
Bacurau estreou em competição no Festival de Cannes de 2019, onde conquistou o Prêmio do Júri, dividido com Les Misérables de Ladj Ly. O filme foi amplamente elogiado pela crítica e teve um desempenho expressivo de bilheteria no Brasil.
Além do prêmio em Cannes, Bacurau venceu o prêmio de Melhor Filme Internacional (ARRI/OSRAM Award) no Festival de Cinema de Munique, e os prêmios de Melhor Filme, Melhor Direção e Prêmio da Crítica no Festival de Cinema de Lima. Também foi premiado como Melhor Longa-Metragem no Festival de Cinema Fantástico da Universidade de Málaga (Fancine). Nos Estados Unidos, recebeu o prêmio de Melhor Filme Internacional do New York Film Critics Circle.

#### Retratos Fantasmas(2023)
Em Retratos Fantasmas, Mendonça Filho retorna ao formato documental com um ensaio cinematográfico sobre a história dos cinemas de rua do centro do Recife. Utilizando arquivos pessoais e novas filmagens, o filme é uma reflexão sobre a memória, a cidade e a experiência coletiva do cinema.
O filme estreou em Sessões Especiais no Festival de Cannes de 2023 e foi o escolhido para representar o Brasil na disputa por uma indicação ao Oscar de Melhor Filme Internacional em 2024. Foi novamente incluído na lista de melhores do ano do The New York Times.

#### O Agente Secreto(2025)
O Agente Secreto é um thriller político histórico ambientado em Recife durante a ditadura militar brasileira, em 1977. O filme, estrelado por Wagner Moura, Maria Fernanda Cândido e Udo Kier, segue Marcelo (Moura), um especialista em tecnologia que retorna à sua cidade natal tentando escapar de um passado violento e se reencontrar com seu filho, mas descobre que a cidade não é o refúgio que esperava.[carece de fontes?]
O filme estreou em competição pela Palma de Ouro no Festival de Cannes de 2025, onde foi aclamado pela crítica, recebendo uma ovação de 13 minutos.[carece de fontes?] Mendonça Filho conquistou o prêmio de Melhor Diretor, e Wagner Moura o de Melhor Ator. O filme também venceu o Prêmio FIPRESCI da competição oficial e o Prix des Cinémas d’Art et Essai.[carece de fontes?] A produção é uma coprodução entre Brasil, França, Alemanha e Holanda, com distribuição garantida em diversos territórios, incluindo América do Norte (Neon) e Brasil (Vitrine Filmes).[carece de fontes?]

## Estilo Cinematográfico e Temas Recorrentes
O cinema de Kleber Mendonça Filho é marcado por uma forte identidade autoral, que combina uma observação crítica da sociedade brasileira com o uso inventivo de elementos de gênero, como suspense, terror e ficção científica. Seus filmes frequentemente exploram:
- Dinâmicas Urbanas e Espaciais: Recife, sua cidade natal, é um personagem central em muitas de suas obras. A arquitetura, os espaços públicos e privados, e as transformações urbanas são utilizados para refletir tensões sociais, especulação imobiliária e a história da cidade (O Som ao Redor, Aquarius, Retratos Fantasmas).[47]
- Crítica Social e Relações de Classe: Seus filmes dissecam as complexas relações de classe no Brasil, a persistência de estruturas arcaicas de poder, o racismo e as desigualdades sociais (Eletrodoméstica, O Som ao Redor, Bacurau).[48]
- Memória e História: A memória individual e coletiva, e a forma como o passado reverbera no presente, são temas cruciais, especialmente em Aquarius, Retratos Fantasmas e O Agente Secreto.
- Resistência: Seus personagens frequentemente se encontram em situações de confronto e resistência contra forças opressoras, sejam elas especuladores imobiliários, invasores estrangeiros ou um regime ditatorial (Aquarius, Bacurau, O Agente Secreto).[49]
- Uso Inventivo do Som: Como destacado em O Som ao Redor, o som é um elemento narrativo fundamental em seus filmes, utilizado para construir atmosferas, gerar suspense e comentar as ações.[32]
- Hibridismo de Gêneros: Mendonça Filho transita com fluidez entre o drama realista, o suspense, o terror e até o faroeste, subvertendo as convenções de gênero para fins críticos e expressivos.[11][50]

Seu trabalho é frequentemente descrito como um "cinema sintomático" da realidade brasileira, buscando um diálogo popular sem abrir mão da complexidade e da crítica.

## Outras Atividades
Além de sua carreira como diretor e roteirista, Kleber Mendonça Filho mantém uma atuação significativa em outras áreas do cinema:
- Crítico de Cinema: Com uma longa trajetória em publicações como Jornal do Commercio, Folha de S.Paulo, e seu site CinemaScópio, sua perspectiva crítica influenciou o debate cinematográfico no Brasil. Ele também contribui com análises para o blog de cinema do Instituto Moreira Salles.[13][14]
- Curador e Programador de Cinema: É cofundador e diretor artístico, junto com Emilie Lesclaux, do Janela Internacional de Cinema do Recife, um dos festivais mais importantes do país.[17] Atua também como programador de cinema para o Instituto Moreira Salles no Rio de Janeiro e São Paulo.[19]
- Participação em Júris: Mendonça Filho integrou júris de importantes festivais internacionais, como o Festival Internacional de Cinema de Berlim em 2020,[51] o Festival de Cannes (Júri Oficial) em 2021,[19] e o Festival Internacional de Cinema de Veneza em 2024.[52] Ele também presidiu o júri da Semana da Crítica em Cannes em 2017.[53]

## Impacto e Legado
Kleber Mendonça Filho é considerado uma das vozes mais proeminentes e influentes do cinema brasileiro contemporâneo. Seus filmes não apenas alcançaram reconhecimento em grandes festivais internacionais, mas também geraram debates significativos sobre a sociedade, a política e a cultura brasileira.
Sua obra contribuiu para a descentralização da produção cinematográfica no Brasil, fortalecendo o cinema de Pernambuco no cenário nacional e internacional. É visto como um cineasta que consegue aliar apelo popular com densidade artística e crítica, e cujo engajamento político inspira discussões sobre o papel do artista na sociedade.

## Filmografia
| Ano  | Título                          | Creditado como | Creditado como | Creditado como | Tipo                          | Notas                                        |
| Ano  | Título                          | Direção        | Roteiro        | Produção       | Tipo                          | Notas                                        |
| ---- | ------------------------------- | -------------- | -------------- | -------------- | ----------------------------- | -------------------------------------------- |
| 1992 | Homem de Projeção               | Sim            | Sim            | Não            | Curta-metragem (documentário) | [ 57 ]                                       |
| 1992 | Casa de Imagem                  | Sim            | Sim            | Não            | Curta-metragem (documentário) | [ 57 ]                                       |
| 1994 | Paz a Esta Casa                 | Sim            | Sim            | Não            | Curta-metragem                | [ 57 ]                                       |
| 1995 | Lixo nos Canais                 | Sim            | Sim            | Não            | Curta-metragem (documentário) | [ 57 ]                                       |
| 1997 | Enjaulado                       | Sim            | Sim            | Sim            | Curta-metragem                | [ 57 ]                                       |
| 2002 | A Menina do Algodão             | Sim            | Sim            | Sim            | Curta-metragem                | Codirigido com Daniel Bandeira               |
| 2004 | Vinil Verde                     | Sim            | Sim            | Sim            | Curta-metragem                | Roteiro com Bohdana Smyrnova                 |
| 2005 | Eletrodoméstica                 | Sim            | Sim            | Não            | Curta-metragem                | [ 25 ]                                       |
| 2006 | Noite de Sexta, Manhã de Sábado | Sim            | Sim            | Sim            | Curta-metragem                | [ 26 ]                                       |
| 2007 | Jogo sem Gandula                | Sim            | Sim            | Não            | Curta-metragem                | [ 57 ]                                       |
| 2008 | Crítico                         | Sim            | Sim            | Sim            | Longa-metragem (documentário) | [ 30 ]                                       |
| 2009 | Recife Frio                     | Sim            | Sim            | Sim            | Curta-metragem                | [ 27 ]                                       |
| 2010 | Luz Industrial Mágica           | Sim            | Sim            | Sim            | Curta-metragem (documentário) | [ 57 ]                                       |
| 2013 | O Som ao Redor                  | Sim            | Sim            | Não            | Longa-metragem                | [ 34 ]                                       |
| 2014 | A Copa do Mundo no Recife       | Sim            | Sim            | Não            | Curta-metragem (documentário) | [ 57 ]                                       |
| 2016 | Aquarius                        | Sim            | Sim            | Não            | Longa-metragem                |                                              |
| 2019 | Bacurau                         | Sim            | Sim            | Não            | Longa-metragem                | Codirigido e coescrito com Juliano Dornelles |
| 2019 | Bacurau no Mapa                 | Sim            | Não            | Não            | Longa-metragem (documentário) | Making of de Bacurau                         |
| 2023 | Retratos Fantasmas              | Sim            | Sim            | Não            | Longa-metragem (documentário) | [ 16 ]                                       |
| 2025 | O Agente Secreto                | Sim            | Sim            | Sim            | Longa-metragem                |                                              |